# 志門塾
志門塾（しもんじゅく）は、株式会社東海プロセスサービス（岐阜県大垣市）が運営する小・中・高生を中心とした学習塾である。
教育理念は「信頼を得て人生で成功するために人格形成を通して真の学力をあげる」キャッチフレーズは「常に最適な環境と最高の指導を追求する志門塾」である。岐阜県の岐阜・西濃・東濃、飛騨学区、滋賀県へと校舎を展開し、生徒数は約5,000名、岐阜高校や大垣北高校をはじめとした県内外公立高校へ合格者を輩出している。

## 概要
志門塾の塾名の由来は、「高き志を持って狭き門より入れ」という意味から名づけられた。また、社名である東海プロセスサービスは「結果も重要だがそこへ至る過程（プロセス）こそ、より重視されなければならない」（成瀬正）という理念を社名に表した。
代表者である成瀬正代表取締役・総塾長のもと、子どもたちに受験や勉強を通して人格形成を行い、自立心を養う教育機関をめざし、岐阜県・滋賀県に校舎を展開している。教育理念は「信頼を得て人生で成功するために、人格形成を通して学力を上げる」である。
志門塾を展開する東海プロセスサービスは、子会社個別指導中心のHOMES個別指導学院（株式会社HOMESエデュケーション）、と英会話スクールのHello!s（株式会社ハローズアソシエーツ）、広告代理店の株式会社リーチフォーザスターズ、からなるSHIMON GROUPを形成している。
また、 岐阜放送にて 岐阜県公立高校入学者選抜 第一次選抜 の試験問題を志門塾、HOMESの講師陣が教科別に解説、 試験の傾向や予想平均点についての説明を行なっている。
SHIMON GROUPでは、オリジナル模試の岐阜模試や小中学生向け公開テストの統一テストを実施している。

## 沿革
節の出典：
- 1983年7月 - 外渕校にて開塾（旧外渕校）
- 1987年4月 - 株式会社東海プロセスサービスを設立
- 2007年11月 - 株式会社HOMESエデュケーション設立
- 2012年3月 - 志門塾国際部が分社化、新会社｢株式会社ハローズアソシエーツ（英会話スクール　ハローズ）｣設立
- 2013年3月 - 株式会社リーチフォーザスターズ設立
- 2013年5月 - 成瀬正社長が志門塾代表取締役会長に就任
- 2013年5月 - 川瀬憲司専務が志門塾代表取締役社長に就任
- 2014年2月 - 峰学館をグループ化

## 校舎一覧
岐阜学区
- 岐阜本部校43
- 岐阜校（高校部）
- RESPECT長良
- 本荘校
- 長森校
- 島校
- 茜部校
- 日野校
- 鷺山校
- 七郷校
- 粟野校
- 穂積校
- 北方校
- 羽島校
- 羽島東校
- 那加校
- 蘇原校
- 岐南校
- 柳津校

西濃学区
- フロンティアード
- MIRAI KIDS COLLEGE
- 志門塾本部
- 大垣校（高校部）
- 担任制
- GRAN（グラン）
- スイトテラス校
- 本部校
- 静里校
- 外渕校
- 中川校
- 赤坂校
- 養老校
- 東部校
- 垂井校
- 安八校
- 神戸校
- 池田校
- 揖斐川校
- 大野校
- 海津校

東濃学区
- 多治見駅前校
- 京町校
- 小泉校

飛騨学区
- 高山校

滋賀エリア
- 彦根駅前校（高校部）
- 彦根校
- 長浜校
- 近江校